# Hassrede
Hassrede, Lehnübersetzung von englisch hate speech, bezeichnet sprachliche Ausdrucksweisen von Hass mit dem Ziel der Herabsetzung von Personengruppen oder Personen mit bestimmten realen oder wahrgenommenen Identitätsmerkmalen wie Herkunft, Religion, Geschlecht, sexueller Orientierung oder Behinderung. Vor allem in den Vereinigten Staaten wird die Bezeichnung hate speech in juristischen, politischen und soziologischen Diskursen verwendet. Davon abzugrenzen sind politische Äußerungen, die anstößig oder beleidigend sind, aber keinen Bezug zu solchen vermeintlich „naturgegebenen“ Diskriminierungsmerkmalen aufweisen. Die Anwendung des Begriffes der Hassrede auf diese Art von Äußerungen stellt eine unzulässige Instrumentalisierung dar. Insbesondere können Berufsgruppen, wie Politiker und Journalisten, oder politisch Andersdenkende keine Gruppen sein, auf die sich hate speech beziehen kann, da diese Gruppen nicht von struktureller Unterwerfung betroffen sind oder waren. Im deutschsprachigen Raum fallen Ausdrucksweisen, die zum Hass gegen Menschen mit Diskriminierungsmerkmalen aufstacheln, unter die Gesetzgebung zur Volksverhetzung (Deutschland) oder Verhetzung (Österreich) oder die Rassismus-Strafnorm (Schweiz: Artikel 261bis StGB). Zu Hassrede zählt auch die Benutzung von Ethnophaulismen.

## Geschichte
Laut dem Sprachphilosophen und Politikwissenschaftler Paul Sailer-Wlasits stellt Hassrede „kein neues Phänomen, sondern nur ein neues Symptom“ dar. Seit über 30 Jahren forscht Sailer-Wlasits u. a. zu Sprache und Gewalt, Hassrede und Verbalradikalismus und gilt damit als Pionier der hate speech-Forschung im deutschsprachigen Raum. Er veröffentlichte 2002 die Abhandlung Vom Wort zur Tat: Politische Sprache und Gewalt und legte 2012 mit dem Buch Verbalradikalismus. Kritische Geistesgeschichte eines soziopolitisch-sprachphilosophischen Phänomens eine erste Globalgeschichte der Hassrede vor. Darin analysiert er den Weg von der Sprachgewalt zur Gewalt durch Sprache und betont den qualitativen Sprung von latentem zu sprachlich manifestem Hass. Diese Kulturgeschichte der Hassrede führt von den frühesten Texten des Alten Testaments über die gewaltvolle Rhetorik der griechischen und römischen Antike zur Hasssprache während der christlichen Kreuzzüge sowie des Kolonialismus. Den negativen Höhepunkt der Hassrede verortet Sailer-Wlasits im 20. Jahrhundert, mit den politischen Entgleisungen totalitärer Sprachpraxis und demagogischer Beherrschung der Massen während der NS-Diktatur und des Stalinismus. In seinem 2022, wenige Monate nach der russischen Invasion der Ukraine, erschienenen Traktat Lüge, Hass, Krieg: Zur Diskursgeschichte eines Paktes hebt er erneut die Vorbereiter- und Beschleunigerfunktion von versprachlichtem Hass hervor, die bis hin zur tödlichen Kriegsdynamik reichen kann. Sailer-Wlasits definiert Verbalradikalismus u. a. als „Sprachethik des Negativen“ und Hassrede als „Faktizität negativer Sprachmoral“.

## Im Internet
Nach Forsa-Studien im Auftrag der Landesanstalt für Medien Nordrhein-Westfalen hat die Wahrnehmung von Hassrede und Hasskommentaren im Internet seit 2016 zugenommen. 2018 gaben 78 % der Befragten an, schon einmal Hassrede oder Hasskommentare im Internet gesehen zu haben, zum Beispiel auf Webseiten, in Blogs, in sozialen Netzwerken oder in Internetforen. Die Zahl derer, die angaben, selbst Hasskommentare zu verfassen, liegt seit Jahren unverändert bei etwa 1 %. Laut einer Studie der Universität Potsdam berichteten im Jahr 2018 rund 54 % der befragten Jugendlichen, Hate Speech online gesehen zu haben, 11 % gaben an, selbst Hasskommentare verfasst zu haben und 17 % berichteten, Opfer von Hate Speech gewesen zu sein.
Laut Zeit Online zeigte eine Untersuchung des Institute for Strategic Dialogue von Diskussionen unter Facebook-Beiträgen der Online-Ausgaben von Bild, Focus, Kronen Zeitung, Spiegel, Welt sowie tagesschau.de und der ZDF-Nachrichtensendung heute, dass 25 % der Likes bei Hasskommentaren auf Facebook auf nur 1 % der Profile zurückzuführen waren.
In Deutschland trat Ende 2017 das „Gesetz zur Verbesserung der Rechtsdurchsetzung in sozialen Netzwerken“, kurz Netzwerkdurchsetzungsgesetz (NetzDG) in Kraft. Mitte Juni 2018 untersuchte die Polizei Wohnungen von 29 Verdächtigen im gesamten Bundesgebiet. Ihnen wurden strafbare Hasskommentare wie antisemitische Beschimpfungen, fremdenfeindliche Volksverhetzungen oder öffentliche Aufforderungen zu Straftaten vorgeworfen. Nach Angaben des BKA ließen sich von den 2018 gezählten rund 1500 strafbaren Hasskommentaren 77 % dem rechtsextremen Spektrum zuordnen.

## Im religiösen Zusammenhang
Laut dem deutschen Historiker Gerd Schwerhoff kann Blasphemie (Gotteslästerung) als spezielle Form der Hassrede gesehen werden. Eine wichtige Funktion in religiösen Zusammenhängen habe Schmähung nicht nur zwischen verschiedenen Religionsgruppen, sondern auch innerhalb religiöser Gemeinschaften, und zwar sowohl zur Abgrenzung nach außen als auch innerhalb der eigenen Gemeinschaft. Aber Abgrenzung durch Blasphemie sei nicht nur identitätsstiftend, sondern wurde auch bereits im Mittelalter und der frühen Neuzeit mit einer aufwendigen Gesetzgebung mitunter sehr differenziert geahndet. Später entwickelte sich dann das Fluchen als Alltagsvariante der eigentlichen Gotteslästerung. Wie jede Form der Hassrede hat auch die Blasphemie die direkte Beleidigung und Ehrverletzung des Gegenübers zum Ziel. Je geringer die Bedeutung und Präsenz von Religion in einer Gesellschaft sei, desto geringer die Aufregung, die durch Blasphemie ausgelöst werden könne. Wer jedoch – im Namen der Meinungsfreiheit – herabsetze, was anderen heilig ist, müsse damit rechnen, heftige Reaktionen auszulösen. Dabei könne der Schritt zur Hasskriminalität nicht weit sein, wie unter anderem der Streit um die Mohammed-Karikaturen und insbesondere die darauf folgenden Anschläge auf Charlie Hebdo gezeigt hätten. In modernen, multikulturellen Gesellschaften seien die Grenzen zwischen Spott und Beleidigung fließend, wobei diese Form der Schmähung durchaus das Potenzial habe, der Nährboden für extreme Gewalt zu werden.

## Rechtliche Aspekte

### Leugnung des Holocaust
Eine konsequente Einschränkung dagegen ist die Entwicklung einer spezifischen Regelung für die Leugnung des Holocaust oder anderer Völkermorde. Unterschiede gibt es insbesondere innerhalb der Europäischen Union: Während Frankreich, Österreich und Deutschland hohe Hindernisse gegen Hate Speech errichtet haben, sind in Großbritannien und Ungarn viele Formen des Hate Speech geschützt.

### Kirchen
Die römisch-katholische Kirche sanktioniert Hassreden und -predigten von Kirchenmitgliedern unter bestimmten, im kanonischen Recht festgelegten Umständen mit Kirchenstrafen.

### Deutschland
Für die Opfer von Hassrede gibt es in Deutschland verschiedene rechtliche Möglichkeiten mit strafrechtlichen oder mit privatrechtlichen Vorgehensweisen.
- In strafrechtlicher Hinsicht ist zwischen Aussagen zu differenzieren, die den Schutz der persönlichen Ehre berühren (§ 185 ff. StGB), und Aussagen, die den Schutz der öffentlichen Ordnung entgegnen (§ 130 StGB). Der § 185 ff. beinhaltet Beleidigungen, die zur Ehrenverletzung beitragen. Diese kommen durch falsche Tatsachenbehauptungen wie durch Verleumdungen (§ 187 StGB) und üble Nachrede zustande (§ 186).[19] Der § 130 StGB Absatz 1 bestraft Ausdrücke und Handlungen, die „gegen eine nationale, rassische, religiöse oder durch ihre ethnische Herkunft bestimmte Gruppen, gegen Teile der Bevölkerung oder gegen einen Einzelnen wegen seiner Zugehörigkeit zu einer vorbezeichneten Gruppe oder zu einem Teil der Bevölkerung zum Hass“[20] herbeirufen oder „zu Gewalt- oder Willkürmaßnahmen“[20] tendieren und auch „die Menschenwürde anderer“[20] durch diese verletzen. Im Bereich der strafrechtlichen Ebene besteht die Möglichkeit der Erstattung von Strafanzeigen bei der Polizei oder bei der Staatsanwaltschaft, die nach dem allgemein geltenden Legalitätsprinzip aufgenommen werden müssen. Demzufolge findet ein Ermittlungsverfahren seitens der Strafverfolgungsbehörde statt. Bei einer wahrscheinlichen Verurteilung kann auch Anklage erhoben werden.[21]
- Hass kann nicht nur die strafrechtliche Ebene, sondern auch die zivilrechtliche Ebene adressieren (§ 823 BGB). Aus dem § 823 BGB geht das Persönlichkeitsrecht und das Recht auf informationelle Selbstbestimmung oder das Recht am eigenen Bild hervor. Auf der zivilrechtlichen Ebene besteht hingegen die Möglichkeit des Löschens/der Abänderung des strittigen Kommentars, sofern dieser einen strafrechtlichen Inhalt aufweist oder Persönlichkeitsrechte verletzt. Eine weitere Möglichkeit ist, dass Betroffene den Täter oder die Täterin durch ein anwaltliches Schreiben auffordern, sich diesem Verhalten zu entziehen und eine strafbewehrte Unterlassungserklärung überzubringen (§ 1004 BGB). Bei äußerst schweren Verletzungen des Persönlichkeitsrechts steht den Betroffenen ein Anspruch auf eine Geldentschädigung zu. Bestehen Äußerungen, die eine Straftat gegenüber der öffentlichen Ordnung darstellen, so steht es jeder einzelnen Person frei, eine Strafverfolgung anzugehen. Betrifft die zur Verletzung von Rechten beitragende Äußerung jedoch eine einzelne Person, ist es deren freie Entscheidung, gegen diese straf- oder zivilrechtlich anzugehen.[22]

Eine andere Möglichkeit, um gegen rechtswidriges Verhalten im Internet vorzugehen, bietet das Jugendschutzgesetz, welches eine „Indizierung von Telemedien“ herbeizieht, wenn diese „‚unsittliche, verrohend wirkende, zu Gewalttätigkeit, Verbrechen oder Rassenhass anreizende‘“ Inhalte aufzeigen (§ 18, Absatz 1 JuSchG). Der § 20, Absatz 4 JMSTV verweist auf „Untersagungs- und Sperrverfügungen gegen Telemedien“.
Das Netzwerkdurchsetzungsgesetz (NetzDG-E) von 2017 beabsichtigt eine stärkere Intermediärshaftung. Die Betreiber eines sozialen Netzwerkes werden unter entsprechender Bußgeldandrohung (§ 4, Absatz 1, Nummern 2-6 NetzDG-E) verpflichtet, „ein Beschwerdemanagement als ‚wirksames und transparentes Verfahren‘ für den Umgang mit Beschwerden von Nutzenden zu schaffen (§ 3 NetzDG-E)“. Dies soll versichern, „dass ‚offensichtlich‘ rechtswidrige Inhalte innerhalb von 24 Stunden (§ 3, Absatz 2 Nr. 2 NetzDG-E) und weitere strafbare Inhalte binnen sieben Tagen (§ 3, Absatz 2 Nr. 3 NetzDG-E), jeweils nach Eingang der Beschwerde, entfernt werden“.
In einem Experiment wurden in allen Bundesländern 16 Korrespondenten engagiert, die am 3. August 2021 um 17 Uhr in ihrer örtlichen Polizeiwache dieselben sieben Hasskommentare (davon 3 auf Facebook) zur Anzeige vorlegten. Mehrere Polizeiwachen identifizierten den Tatverdächtigen  und übergaben ihn an die Staatsanwaltschaft. Welches Bundesland mit den Ermittlungen am schnellsten war, ließ sich nicht klar nachvollziehen, aber es gab erhebliche Unterschiede.

### Europäische Union
Der Rahmenbeschluss 2008/913/JI des Rates vom 28. November 2008 zur strafrechtlichen Bekämpfung bestimmter Formen und Ausdrucksweisen von Rassismus und Fremdenfeindlichkeit verpflichtet die Mitgliedstaaten, bestimmte vorsätzliche Handlungen unter Strafe zu stellen. Darunter fällt unter anderem die öffentliche Aufstachelung zu Gewalt oder Hass gegen eine nach den Kriterien der Rasse, Hautfarbe, Religion, Abstammung oder nationale oder ethnische Herkunft definierte Gruppe von Personen oder gegen ein Mitglied einer solchen Gruppe.

### USA
In der juristischen Bewertung gibt es zwischen Staaten wesentliche Unterschiede. In den Vereinigten Staaten werden freie Meinungsäußerungen geschützt, die nicht tatsächlich einen Aufruf zu Gewalt darstellen. Die Kriterien sind dabei streng ausgelegt: Selbst eine Rede, die Gewalt rechtfertigt oder rassistische Beleidigungen enthält, wird weitgehend geschützt, wenn nicht beweisbar ist, dass es zu „unmittelbarer Gewaltausübung“ kommen wird. Allerdings haben viele private US-amerikanische Institutionen, insbesondere Universitäten, eigene, strengere Richtlinien gegen hate speech in ihrem Bereich erlassen. Vorschriften öffentlicher Universitäten, welche entsprechende Verhaltensweisen verbieten sollten, wurden jedoch durch US-amerikanische Gerichte immer wieder eingeschränkt.

## Duldung
Im März 2022 beschloss das Unternehmen Meta Platforms im Zuge des russischen Überfalls auf die Ukraine, Hassrede bzw. Aufrufe zur Gewalt gegen russische Soldaten auf den Plattformen Instagram und Facebook für Nutzer in der Ukraine, Russland, Polen, Lettland, Litauen, Estland und Ungarn zu erlauben.